# Оконечное оборудование данных
Оконечное оборудование (обработки) данных (ООД, ОООД) или терминальное оборудование (англ. DTE, Data Terminal Equipment) — оборудование, преобразующее пользовательскую информацию в данные для передачи по линии связи и осуществляющее обратное преобразование. Это обобщённое понятие, используемое для описания оконечного прибора пользователя или его части. ООД может являться источником информации, её получателем или тем и другим одновременно. ООД передаёт и/или принимает данные посредством использования оконечного оборудования линии связи и канала связи. 
Примером терминального оборудования может служить обычный персональный компьютер. В качестве ООД может также выступать большая ЭВМ (мейнфрейм), устройство сбора данных, кассовый аппарат, приёмник сигналов глобальной навигационной системы или любое другое оборудование, способное передавать или принимать данные.